# لاورن استام
لاورن استام (هلندی: Lauren Stam؛ زادهٔ ۳۰ ژانویهٔ ۱۹۹۴) بازیکن هاکی روی چمن اهل هلند است.